# Kúvingafjall
Kúvingafjall è una montagna alta 830 metri sul mare situata sull'isola di Kunoy, appartenente all'arcipelago delle Isole Fær Øer settentrionali, amministrativamente parte della Danimarca.
Il monte è la più alta cima dell'isola e la quarta, sempre per altezza, dell'intero arcipelago.